# Mystacidium aliceae
Mystacidium aliceae är en orkidéart som beskrevs av Harry Bolus. Mystacidium aliceae ingår i släktet Mystacidium och familjen orkidéer. Inga underarter finns listade i Catalogue of Life.